# La hija de todas las rabias
La hija de todas las rabias es una película dramática de 2022 escrita, dirigida y coproducida por Laura Baumeister de Montis en su debut como directora. La cinta está protagonizada por Ara Alejandra Medal. Es una coproducción entre Nicaragua, México, Países Bajos, Alemania, Francia y Noruega.

## Sinopsis
María, de 11 años, vive con su madre Lilibeth al borde de un enorme basurero. Su futuro depende de vender una camada de cachorros de pura raza a un miembro de una pandilla local. Cuando el trato fracasa, Lilibeth se ve obligada a irse a las afueras de la ciudad y dejar a María en una fábrica de reciclaje donde tiene que quedarse trabajando. Pasan los días y la madre no regresa. María se siente perdida, desconcertada y enojada. Una noche, María conoce a Tadeo, un niño noble y soñador que está decidido a ayudarla a reencontrarse con su madre.

## Elenco
Los actores que participan en esta película son:
- Ara Alejandra Medal como María
- Carlos Gutiérrez como Tadeo
- Virginia Raquel Sevilla García como Lilibeth
- Diana Sedano como Rosa
- Noé Hernández como Raúl

## Producción
El casting comenzó el 10 de enero de 2020 en Nicaragua con planes de comenzar a filmar en los siguientes 2 meses. Pero se retrasó 10 meses debido a la Pandemia de COVID-19, obligando a cambiar a la chica protagonista por otra.

## Lanzamiento

### Festivales
La película tuvo su estreno mundial el 10 de septiembre de 2022, en el 47° Festival Internacional de Cine de Toronto, para luego proyectarse el 18 de septiembre de 2022, en el 70° Festival Internacional de Cine de San Sebastián, el 8 de octubre de 2022, en el 27.° Festival Internacional de Cine de Busan, el 12 de noviembre de 2022, en el Festival de Películas del Sur de Oslo, el 26 de noviembre de 2022, en el 40.° Festival de Cine de Torino, el 8 de febrero de 2023, en el 38.° Festival Internacional de Cine de Santa Bárbara, el 7 de marzo de 2023, en el Festival Internacional de Cine Kosmorama Trondheim, el 9 de marzo de 2023, en el Festival Internacional de Cine de Miami, el 10 de marzo de 2023, en el Festival Internacional de Cine y Foro de Derechos Humanos de Ginebra, el 27 de marzo de 2023, en el Festival Internacional de Cine de Cleveland, el 15 de abril de 2023, en el Festival Internacional de Cine de Minneapolis St. Paul y el Festival Internacional de San Francisco Festival de Cine, el 20 de abril de 2023, en el 39° Festival de Cine Latino de Chicago, el 12 de junio de 2023, en el 22° Festival Internacional de Cine de Transilvania y el 16 de agosto de 2023, en el 27° Festival de Lima Festival de Cine.

### Cines
Se estrenó comercialmente el 21 de abril de 2023 en cines españoles para posteriormente expandirse al mercado suizo el 6 de julio de 2023.

## Premios y nominaciones
| Año  | Premio / Festival                                      | Categoría                                                          | Recipiente       | Resultado | Árbitro.             |
| ---- | ------------------------------------------------------ | ------------------------------------------------------------------ | ---------------- | --------- | -------------------- |
| 2022 | Festival Internacional de Cine de San Sebastián        | Premio Nuevos Directores                                           | hija de la rabia | Nominado  | [ 29 ] [ 30 ] [ 31 ] |
| 2022 | Festival Internacional de Cine de San Sebastián        | Mejor Proyecto del VIII Foro de Coproducción Europa-América Latina | hija de la rabia | Ganador   | [ 29 ] [ 30 ] [ 31 ] |
| 2022 | Festival Internacional de Cine de San Sebastián        | Premio EFADs-CAACI                                                 | hija de la rabia | Ganador   | [ 29 ] [ 30 ] [ 31 ] |
| 2022 | Festival Internacional de Cine de San Sebastián        | Premio Internacional Artekino                                      | hija de la rabia | Ganador   | [ 29 ] [ 30 ] [ 31 ] |
| 2022 | Festival de Biarritz América Latina                    | Premio Biarrots                                                    | hija de la rabia | Ganador   | [ 32 ] [ 33 ]        |
| 2022 | Festival de Biarritz América Latina                    | Premio del Sindicato Francés de Críticos de Cine                   | hija de la rabia | Ganador   | [ 32 ] [ 33 ]        |
| 2022 | Festival de Películas del Sur de Oslo                  | Premio Nuevas Voces - Mejor Largometraje                           | hija de la rabia | Nominado  | [ 34 ]               |
| 2022 | Festival Internacional de Cine de Morelia              | Quórum Morelia – Ópera Prima 2022                                  | hija de la rabia | Ganador   | [ 35 ]               |
| 2022 | Festival de cine de Turín                              | Mejor película                                                     | hija de la rabia | Nominado  | [ 36 ]               |
| 2023 | Festival Internacional de Cine de Miami                | Premio a la primera película                                       | hija de la rabia | Nominado  | [ 37 ]               |
| 2023 | Festival Internacional de Cine de Cleveland            | Concurso Nueva Dirección                                           | hija de la rabia | Nominado  | [ 38 ]               |
| 2023 | Festival Internacional de Cine de Minneapolis St. Paul | Premio al cineasta emergente                                       | hija de la rabia | Nominado  | [ 39 ]               |
| 2023 | Festival Internacional de Cine de Minneapolis St. Paul | Premio Cineasta Emergente - Premio Especial del Jurado             | hija de la rabia | Ganador   | [ 39 ]               |
| 2023 | Premios Platino                                        | Mejor ópera prima                                                  | hija de la rabia | Nominado  | [ 40 ] [ 41 ]        |
| 2023 | Festival Internacional de Cine de San Francisco        | Premio del Jurado Cine Latino                                      | hija de la rabia | Ganador   | [ 42 ]               |
| 2023 | Festival de Cine de Lima                               | Mejor imagen                                                       | hija de la rabia | Nominado  | [ 43 ] [ 44 ]        |